# Диарте, Лукас
Лукас Мартин Диарте (исп. 	Lucas Martin Diarte; родился 4 июня 1993 года, Сан-Мигель-де-Тукуман, Аргентина) — аргентинский футболист, защитник клуба «Бельграно».

## Биография
Диарте — воспитанник клуба «Эстудиантес». В 2014 году для получения игровой практики он на правах аренды выступал за «Сентраль Кордову» из Сантьяго-дель-Эстеро.
В начале 2016 года Лукас вернулся в «Эстудиантес». 8 февраля в матче против «Лануса» он дебютировал в аргентинской Примере.
В 2018 году Диарте перешёл в «Сан-Мартин» из Сан-Мигеля-де-Тукумана. Однако из-за травмы игрок пропустил начало нового сезона.